# Lanczkor Gábor
Lanczkor Gábor (Székesfehérvár, 1981–) magyar költő, író, műfordító. 1999-ben érettségizett a szombathelyi Nagy Lajos Gimnáziumban. Egyetemi tanulmányait az Eötvös Loránd Tudományegyetemen végezte. Közben 2002-2003-ban Ljubljanában és Rómában, majd 2006-2007-ben Londonban folytatta tanulmányait. 2007-2010 között a Szegedi Tudományegyetem Bölcsészettudományi Karán Összehasonlító irodalomtudomány PhD képzésen vett részt.

## Életpályája és munkássága
Első verseskötete 2005-ben a A tiszta ész címmel a JAK-füzetek 137. köteteként látott napvilágot a József Attila Kör és a L’Harmattan gondozásában, amiért 2006-ban elnyerte a legjobb első verseskötetért járó Gérecz Attila-díjat. Második verseskötetét Fehér daloskönyv címmel előbb az interneten tette közzé, majd 2007-ben könyv formájában is megjelent a L'Harmattan gondozásában, és ugyanebben az évben Solitude-ösztöndíjat kapott. Harmadik verseskötete Vissza Londonba címmel a Kalligram Könyvkiadónál jelent meg 2008-ban, és ugyanebben az évben Junior Prima díjjal, Faludy György-díjjal és Móricz Zsigmond-ösztöndíjjal jutalmazták. 2014-ben Horváth Péter irodalmi ösztöndíjra jelölték, ahol bejutott a kuratórium (Keresztury Tibor, Esterházy Péter, Szilasi László) által három legjobbnak ítélt végső jelölt közé. 2015-ben Caravaggio című verséért elnyerte a Salvatore Quasimodo-emlékdíjat. 2016-ban a SZIFONline-nak adott interjújában és az ott megjelent novellájában fedte fel, hogy Barna Dávid álnéven ő írta a Libri Kiadó gondozásában 2011-ben megjelent Egy magyar regény című regényt. 2016-ban József Attila-díjat és Füst Milán-díjat kapott.

## Megjelent munkái

### Verseskötetek
- A tiszta ész, versek, 2005, JAK–L'Harmattan
- Fehér daloskönyv, versek, 2007, L'Harmattan
- Vissza Londonba, versek, 2008, Kalligram
- Hétsarkúkönyv, versek, 2011, Kalligram
- Monolit, válogatott és új versek, 2018, Jelenkor

### Próza
- A mindennapit ma, kisregény, 2010, Kalligram
- Egy magyar regény, regény, 2011, Libri, Barna Dávid álnéven
- Folyamisten, regény, 2014, Libri
- Apás szülés; regény, 2016, Jelenkor
- Sarjerdő; Jelenkor, Bp., 2021

### Drámák
- Tájsebzett színház (cselekvő versek 2009-2016), drámák, 2017, Tiszatáj

### Gyermekirodalom
- Gúfó és a gombák; Csimota, Bp., 2016
- Gúfó a fák ünnepén; Csimota, Bp., 2016
- Gúfó a boszorkányszombaton; Csimota, Bp., 2017
- Gúfó a csillagok között; Csimota, Bp., 2018

## Fordításai
- Aleš Čar: Kutyatangó, József Attila Kör–L'Harmattan, Budapest, 2006
- El Kazovszkij: Homokszökőkút, Magvető Könyvkiadó, Budapest, 2011 (másokkal közösen)
- Primož Čučnik: Versek nem fogadott hívásokra, Universitas Szeged, Szeged, 2014 (Orcsik Rolanddal közösen)

## Interjúk
- „Anarchista katolicizmus", Magyar Idők, 2015. szeptember 15.

## Díjai és elismerései
- 2006: Gérecz Attila-díj
- 2007: Solitude-ösztöndíj
- 2008: Faludy György-díj
- 2008: Junior Prima díj (Magyar irodalom kategória)
- 2008: Móricz Zsigmond-ösztöndíj
- 2009: A "Radnóti-100" pályázat díja
- 2010: A Magyar Rádió drámapályázatának 3. díja
- 2011: Nemzeti Kulturális Alap (NKA) Alkotói ösztöndíj
- 2011: Gundel művészeti díj Irodalom kategória
- 2013: Sziveri János-díj
- 2013: Örkény István drámaírói ösztöndíj
- 2014: Horváth Péter irodalmi ösztöndíj (jelölés)
- 2015: Salvatore Quasimodo-emlékdíj
- 2016: József Attila-díj
- 2016: Füst Milán-díj
- 2020: Térey János-ösztöndíj